# Gliocladium flavum
Gliocladium flavum är en svampart som beskrevs av J.F.H. Beyma 1928. Gliocladium flavum ingår i släktet Gliocladium och familjen Hypocreaceae.   Inga underarter finns listade i Catalogue of Life.